# Коди Милер Макинтајер
Коди Тајри Милер Макинтајер (енгл. Cody Miller-Mcintyre; Хај Појнт, 1. јун 1994) амерички је кошаркаш. Игра на позицији плејмејкера, а тренутно наступа за Црвену звезду. Као натурализовани кошаркаш наступа за репрезентацију Бугарске.

## Професионална каријера
Након што није изабран на НБА драфту 2016, Милер-Макинтајер је 10. августа 2016. потписао свој први професионални уговор са Левен берсима. У сезони 2016/17. био је најбољи стрелац и најбољи асистент белгијске Прве лиге. Дана 13 јула 2017, Милер Макинтајер је потписао уговор са Пармом која игра у ВТБ лиги.
Дана 1. августа 2018, Милер-Макинтајер је потписао уговор са Далас мавериксима. Послат је у филијалу маверикса Тексас леџендсе.
Дана 24. новембра 2018. Милер-Макинтајер се вратио у Русију и потписао уговор са Зенитом из Санкт Петербурга. Дана 22. јула 2019. Милер-Макинтајер је потписао једногодишњи уговор са словеначком екипом Цедевита Олимпијом. Дана 1. јула 2020. потписао је двогодишњи уговор (једна година са могућности продужетка на још једну годину) са Партизаном који се такмичи у АБА лиги и Еврокупу. У Партизану је био до 27. фебруара 2021, с тим што је последњих месец дана био ван такмичарског тима одлуком тренера Филиповског. Након што је раскинуо уговор са Партизаном, Милер Макинтајер је прешао у француски Бург до краја сезоне.
За сезону 2021/22. је потписао уговор са Андором. Са Андором је испао из шпанске АЦБ лиге. У августу 2022. потписао је за турског прволигаша Газијантеп. Као и са Андором, Макинтајер је и са Газијантепом испао у други ранг такмичења.
У јулу 2023. потписао је уговор са шпанском Басконијом. Дана 8. фебруара 2024, у победи Басконије над Асвелом (94:80), Милер Макинтајер је забележио трипл-дабл учинак. Забележио је по 11 поена и скокова као и 20 асистенција што је рекорд у историји Евролиге. Постао је тек трећи играч у историји такмичења који је забележио трипл дабл учинак.

## Репрезентација
У јануару 2023. године Милер Макинтајер је добио бугарско држављанство. За репрезентацију Бугарске је дебитовао током квалификација за Европско првенство 2025. године.